# Asia Muhammad
Asia Muhammad, född 4 april 1991, är en amerikansk tennisspelare. Hon har som högst varit på 31:a plats på WTA:s dubbelranking. Hennes bror, Shabazz Muhammad, är en professionell basketspelare.

## Karriär
I januari 2020 tog Muhammad sin femte titel på WTA-touren då hon tillsammans med Taylor Townsend vann dubbeln vid ASB Classic efter att ha besegrat Serena Williams och Caroline Wozniacki i finalen.

## WTA-finaler

### Dubbel: 7 (7 titlar)
| Teckenförklaring              |
| ----------------------------- |
| Grand Slam (0–0)              |
| WTA 1000 (0–0)                |
| WTA 500 (0–0)                 |
| International / WTA 250 (7–0) |

| Finaler efter underlag |
| ---------------------- |
| Hard court (5–0)       |
| Gräs (1–0)             |
| Grus (0–0)             |
| Matta (1–0)            |

| Resultat | V–F | Datum          | Turnering                             | Kategori      | Underlag   | Medspelare        | Motståndare                               | Resultat      |
| -------- | --- | -------------- | ------------------------------------- | ------------- | ---------- | ----------------- | ----------------------------------------- | ------------- |
| Vinnare  | 1–0 | Juni 2015      | Rosmalen Championships, Nederländerna | International | Gräs       | Laura Siegemund   | Jelena Janković Anastasija Pavljutjenkova | 6–3, 7–5      |
| Vinnare  | 2–0 | September 2016 | Guangzhou Open, Kina                  | International | Hard court | Peng Shuai        | Olga Govortsova Vera Lapko                | 6–2, 7–6(7–3) |
| Vinnare  | 3–0 | September 2018 | Tournoi de Québec, Kanada             | International | Matta (i)  | Maria Sanchez     | Darija Jurak Xenia Knoll                  | 6–4, 6–3      |
| Vinnare  | 4–0 | April 2019     | Monterrey Open, Mexiko                | International | Hard court | Maria Sanchez     | Monique Adamczak Jessica Moore            | 7–6(7–2), 6–4 |
| Vinnare  | 5–0 | Januari 2020   | Auckland Open, Nya Zeeland            | International | Hard court | Taylor Townsend   | Serena Williams Caroline Wozniacki        | 6–4, 6–4      |
| Vinnare  | 6–0 | Mars 2021      | Monterrey Open, Mexiko (2)            | WTA 250       | Hard court | Caroline Dolehide | Heather Watson Zheng Saisai               | 6–2, 6–3      |
| Vinnare  | 7–0 | Januari 2022   | Melbourne Summer Set, Australien      | WTA 250       | Hard court | Jessica Pegula    | Sara Errani Jasmine Paolini               | 6–3, 6–1      |